# 사르코이드증
사르코이드증(영어: sarcoidosis) 또는 사르코이드(영어: sarcoido) 또는 유육종증(類肉腫症)은 여러 장기에 결절을 형성할 수 있는 육아종을 동반하는 질병이다. 육아종은 대개 허파나 연관 림프절에 위치하지만 어떠한 장기에라도 영향을 받을 수 있다.
유육종증은 1877년 잉글랜드의 의사 조나단 허친슨(Jonathan Hutchinson)이 팔, 다리, 손에 빨간 발진을 유발하는 피부병으로 처음 기술하였다.

## 같이 보기
- 육아종